# 黎紹珍
黎紹珍，香港立法會議員梁耀忠的前妻，與其育有一子，自中學生時代始，已是社會及民主運動活躍份子。

## 個人簡介
黎最初是「進步學生」組織成員，其後該組織併入托洛斯基主義團體「革命馬克思主義同盟」，黎亦成為革馬盟一員，與早期左傾社會活動分子吳仲賢、劉山青、黎則奮、梁耀忠等稔熟。六四事件後，與一批同志創立了「四五行動」，為該組織運動工作了十多年，但現時已完全退出。
黎亦曾是香港前立法會議員何秀蘭的助理，任職四年、也曾是民主派政黨前綫的秘書，其後離職。